# Dominik Fischnaller
Pour les articles homonymes, voir Fischnaller.
Dominik Fischnaller né le 20 février 1993 à Bressanone est un lugeur italien. Son frère Hans Peter et son cousin Kevin sont aussi des lugeurs de haut niveau.

## Carrière
Il fait ses débuts internationaux en Coupe du monde en 2010-2011, puis devient champion du monde junior en 2013 à Park City. Fischnaller confirme ensuite par sa première victoire en Coupe du monde à Lillehammer en novembre 2013, où il bat le record de la piste. Il prend, en février 2014, la sixième place de l'épreuve individuelle des Jeux olympiques de Sotchi. Lors des Jeux olympiques d'hiver suivants en 2018, il termine 4e, à 2/1000 du médaillé de bronze, en battant le record de la piste de Pyeongyang (centre de glisse d'Alpensia), lors de la 4e manche.

## Palmarès

### Jeux olympiques d'hiver
- médaille de bronze en individuelle en 2022.

### Championnats du monde
- médaille de bronze en individuelle en 2017.
- médaille de bronze en sprint en 2017.
- médaille de bronze en sprint en 2020.

### Coupe du monde
- 1 gros globe de cristal en individuel : 
  - Vainqueur du classement général en 2023.
- 1 petit globe de cristal en individuel : 
  - Vainqueur du classement sprint en 2023.
- 44 podiums individuels : 
  - en simple : 6 victoires, 8 deuxièmes places et 21 troisièmes places.
  - en sprint : 3 victoires, 3 deuxièmes places et 3 troisièmes  places.
- 17 podiums en relais : 4 victoires, 4 deuxièmes places et 9 troisièmes places.

#### Détails des victoires en Coupe du monde
| Édition   | Piste                               |
| 2013-2014 | Lillehammer                         |
| 2015-2016 | Igls Park City (sprint) Pyeongchang |
| 2017-2018 | Lillehammer                         |
| 2019-2020 | Lillehammer                         |
| 2021-2022 | Sotchi (sprint)                     |
| 2022-2023 | Park City (simple, sprint)          |

### Championnats d'Europe de luge
- Sigulda 2014 : 
  -  Médaille de bronze en simple.
- Sigulda 2019 : 
  -  Médaille d'or en équipe.
- Lillehammer 2020 : 
  -  Médaille d'or en simple.
  -  Médaille d'argent en équipe.
- Sigulda 2021 : 
  -  Médaille de bronze en simple.
- Sigulda 2023 : 
  -  Médaille de bronze en équipe.